# Lil Nas X
Montero Lamar Hill (* 9. dubna 1999 Lithia Springs), profesionálně známý jako Lil Nas X, je americký rapper, zpěvák a textař. Proslavil se svým country rap singlem „Old Town Road“, který dosáhl virální popularity na aplikaci TikTok. Singl zpropagoval i remix, který s ním nahrál country zpěvák Billy Ray Cyrus. Píseň se usadila na prvním místě na žebříčku Billboard Hot 100 a vydržela na něm celých devatenáct týdnů, čehož dosáhla píseň naposled v roce 1958. Nas X také získal pár cen v MTV Video Music Awards včetně titulu Song of the Year. Singl získal diamantovou certifikaci. Jeho debutové EP, 7, bylo zveřejněno v červnu 2019 i s jeho druhým singlem „Panini“, který se umístil na 5. příčce žebříčku Billboard Hot 100 a třetím singlem „Rodeo“ (22. příčka).
V červnu roku 2019, Lil Nas X prošel coming outem a veřejně tím oznámil, že je gay, jakožto jediný umělec, který v té době vévodil žebříčku Billboard Hot 100.

## Biografie

### Dětství a mládí
Montero Lamar Hill se narodil v Lithia Springs poblíž Atlanty ve státě Georgia dne 9. dubna 1999. Byl pojmenován po typu automobilu Mitsubishi Montero. Jeho rodiče se rozvedli, když mu bylo šest let. Poté se přestěhoval se svou matkou ke své babičce do Atlanty. O tři roky později se přestěhoval ke svému otci, gospelovému zpěvákovi, do města Austell. Jako náctiletý strávil hodně času o samotě na internetu, zejména na sociální síti Twitteru a vyráběním memů. V téže době se vypořádával s vlastní sexuální identitou, kdy si myslel, že jeho homosexualita je „pouze fází“, ale kolem sedmnáctého roku života ji již plně přijal.
V roce 2017 maturoval a následně rok chodil na University of West Georgia, než ze školy odešel, aby se naplno věnoval hudbě.

### 2015–2017: Počátky
Coby náctiletý se stranil kolektivu vrstevníků a raději trávil čas na sociálních sítích, kde se snažil stát influencerem. Zkoušel Facebook, Instagram, ale dařit se mu začalo až na Twitteru. Tam například spravoval fanouškovský profil rapperky Nicki Minaj (@NasMaraj), na kterém používal nástroj TweetDeck. Když se v roce 2017 začalo spekulovat, že správcem profilu je právě Montero Lamar Hill, sám to popřel, jelikož se bál, že by ho komunita označila za gaye, což v té době ještě veřejně skrýval. K profilu se zpětně přihlásil až v roce 2020.
Na konci roku 2017 se naplno začal věnovat hudbě. V roce 2018 si zvolil pseudonym Lil Nas X s odkazem na rappera Nase.

### 2018–2019: Old Town Road a7EP
V prosinci 2018 zveřejnil country rap singl „Old Town Road“. Beat písně koupil anonymně na internetu od nizozemského producenta YoungKio za 30 dolarů. Beat je samplem písně „34 Ghosts IV“ od Nine Inch Nails. Píseň nahrál v pronajatém studiu CinCoYo během jedné hodiny. Když píseň zveřejnil, vytvořil k ní přibližně stovku memů, aby ji zpropagoval. Následně se (na začátku roku 2019) začala virálně šířit na sociální síti TikTok díky kovbojskému trendu #YeehawChallenge. Do července 2019 si videa uživatelů sítě, ve kterých hrála Lil Nasova píseň, pustilo 67 milionů lidí. Singl debutoval na 83. příčce žebříčku Billboard Hot 100 a postupně se vyšplhal až na příčku nejvyšší. Umístil se také v žánrových žebříčcích pro country a hip hop. Velkolepý úspěch znamenal pro Lil Nase X, že se o něj začaly přetahovat velké nahrávací společnosti. Nakonec se v březnu 2019 upsal Columbia Records. V téže době společnost Billboard stáhla singl z žánrového country žebříčku s prohlášením, že nejde o country píseň. Tím vyvolala vlnu kontroverze a další mediální šíření písně. V dubnu 2019 se ke sporu o žánr písně vyjádřila i legenda country Billy Ray Cyrus, který s Lil Nasem X nahrál remix písně, který se dočkal i videoklipu. V březnu Lil Nas X také pokořil tehdejší rekord zpěváka Drakea v počtu on-line přehrání za jeden týden v USA (za týden zaznamenal 143 milionů streamů). Do srpna 2019 singl nasbíral miliardu přehrání na Spotify. V květnu byl na YouTube zveřejněn videoklip, který do roku 2021 posbíral přes 700 milionů zhlédnutí. Singl obdržel v USA diamantovou certifikaci (14x platninový singl).
V červnu 2019 vyšlo jeho debutové EP 7, které debutovalo na 2. příčce žebříčku Billboard 200. V téže době poprvé vystoupil v zahraničí, a to na Festivalu Glastonbury. Zde také poprvé vystoupil se svým druhým singlem „Panini“, který se následně umístil na 5. příčce žebříčku Billboard Hot 100 a obdržel 5x platinovou certifikaci. A také provedl svůj coming out. Brzy poté vydal svůj třetí singl „Rodeo“ (ft. Cardi B) (22. příčka, 2x platinový). Celé EP se stalo v USA a Kanadě platinovým.

### 2020–2021:Montero
Již v červenci 2020 prohlašoval, že téměř dokončil své debutové album. Jako důkaz vydal snippet nové písně tehdy nazvané „Call Me by Your Name“. V listopadu vydal singl „Holiday“ (37. příčka, platinový). Následně si také vyzkoušel virtuální koncert na platformě Roblox.
V lednu 2021 vydal dětskou knihu C is for Country. V následujícím měsíci znovu zveřejnil upoutávku na píseň „Montero (Call Me by Your Name)“, a to v reklamě během Super Bowlu LV. Píseň byla oficiálně vydána 26. března 2021 spolu s videoklipem. Ve stejný den Lil Nas X odhalil, že jeho debutové album ponese název Montero a že vyjde v polovině roku 2021. Video vyvolalo silné reakce. Píseň byla mnohými vnímána jako důležité propagování queer, ale například přední konzervativní a křesťanské osobnosti obvinily Hilla ze svatokrádeže a uctívání ďábla. V březnu 2021 byla společnost MSCHF, výrobce na zakázku vyrobené kolekce bot Satan Shoes Lil Nase X, které byly použity ve videu, žalována společností Nike za porušení ochranné známky, jelikož šlo o modifikovaný model Nike Air Max ’97s, na kterém firma dokonce nechala logo Nike. Lil Nas X přitom v žalobě nijak nefiguroval. Společnost Nike po odeslání žaloby vyrovnal spor mimosoudně, když se společnost MSCHF zavázala, že zpětně odkoupí všechny prodané kusy bot a tím je stáhne z oběhu. Singl i díky kontroverzi a videoklipu debutoval na první příčce žebříčku Billboard Hot 100. Další singl „Sun Goes Down“ se umístil na 66. příčce žebříčku Billboard Hot 100. Třetí singl „Industry Baby“ byl opět doprovázen kontroverzí, a to zejména kvůli scéně z videoklipu, ve které tančí skupina mužů ve vězeňských sprchách, přičemž jsou zcela nazí. Lil Nas X označil kritiku za projev homofobie. V klipu účinkoval také rapper Jack Harlow a mimo jiné herec Colton Haynes. Píseň v srpnu debutovala na 2. příčce žebříčku Billboard Hot 100. Ve stejné době byl Lil Nas X poprvé nejposlouchanějším rapperem na streamovací službě Spotify s 52 miliony posluchačů za měsíc. V říjnu zvýšil počet měsíčních posluchačů na Spotify na 63,6 milionu, ale v téže době ho překonala zpěvačka a rapperka Doja Cat. V říjnu 2021 se píseň „Industry Baby“ vyhoupla na první příčku žebříčku, jako již jeho třetí. Čtvrtým singlem byla zvolena píseň „Thats What I Want“ (10. příčka). Z alba se po vydání umístilo v žebříčku Billboard Hot 100 dalších sedm písní.
Album Montero vyšlo v září 2021 a debutovalo na druhé příčce žebříčku Billboard 200 se 126 000 prodanými kusy (po započítání streamů) v první týden prodeje v USA. Získalo platinovou certifikaci.
V září 2022 vydal singl „Star Walkin' (League of Legends Worlds Anthem)“ (32. příčka), který sloužil jako oficiální hymna mistrovství světa v League of Legends 2022.
V roce 2023 vyšel na HBO Max dokumentární film Lil Nas X: Long Live Montero, který zachycuje jeho turné Long Live Montero Tour.
V lednu 2024 vyšel singl „J Christ“ (69. příčka).

## Diskografie

### Studiová alba
- 2021 – Montero

### EP
- 2019 – 7

### Úspěšné singly
Singly v žebříčku Billboard Hot 100:
- 2018 – „Old Town Road“ (samostatně nebo na remixu ft. Billy Ray Cyrus)
- 2019 – „Panini“
- 2019 – „Rodeo“ (ft. Cardi B)
- 2020 – „Holiday“
- 2021 – „Montero (Call Me by Your Name)“
- 2021 – „Sun Goes Down“
- 2021 – „Industry Baby“ (s Jack Harlow)
- 2021 – „Thats What I Want“
- 2022 – „Star Walkin' (League of Legends Worlds Anthem)“
- 2024 – „J Christ“